# The Daily Telegraph
The Daily Telegraph (pronunciado [ðə ˈdeɪli ˈtɛlɪɡræf]) es un periódico matutino en idioma inglés británico y de tendencia conservadora, publicado en Londres por Telegraph Media Group, distribuido en todo el Reino Unido e internacionalmente. El periódico fue fundado por Arthur B. Sleigh en junio de 1855 como The Daily Telegraph and Courier, y desde 2004 ha sido propiedad de David y Frederick Barclay. Tuvo una circulación diaria de 523 048 en marzo de 2014, por debajo de 552 065 a principios de 2013. En comparación, The Times tuvo una difusión media diaria de 400 060, por debajo de 394 448.
The Daily Telegraph tiene un periódico hermano, The Sunday Telegraph, que se inició en 1961, con una circulación de 418 670 en marzo de 2014. Los dos periódicos impresos actualmente están administrados por separado con diferentes redacciones, pero hay uso cruzado de historias. Noticias publicadas en ambos, además de artículos del Telegraph en línea, también pueden ser publicados en la página web del Telegraph Media Group, www.telegraph.co.uk, todos bajo el título de The Telegraph.

## Historia

### Fundación e historia temprana (1855–1900)
The Daily Telegraph and Courier fue fundado por el coronel Arthur B. Sleigh en junio de 1855 para ventilar un agravio personal contra el futuro comandante en jefe del Ejército Británico, el príncipe Jorge de Cambridge. Joseph Moses Levy, el dueño de The Sunday Times, acordó imprimir el periódico, y la primera edición se publicó el 29 de junio de 1855. El periódico tuvo un costo de 2d y tenía cuatro páginas. No fue un éxito, y Sleigh no pudo pagar a Levy la cuenta por la impresión. Levy se hizo cargo del periódico, su objetivo siendo el de producir un periódico más barato que sus principales competidores en Londres, The Daily News y The Morning Post, para ampliar el tamaño del mercado en general.
Levy luego nombró a su hijo, Edward Levy-Lawson, y Thornton Leigh Hunt para editar el periódico, y fue relanzado como The Daily Telegraph, con el lema «el más grande, el mejor, y el periódico más barato del mundo». Hunt puso los principios del periódico en un memorando enviado a Levy: «Debemos informar de todos los eventos sorprendentes de la ciencia, dicho de manera que el público inteligente pueda entender lo que ha sucedido y pueda ver su influencia en nuestra vida cotidiana y nuestro futuro. El mismo principio debería aplicarse a todos los demás eventos, a la moda, a las nuevas invenciones, a nuevos métodos de hacer negocios».
En 1876 Julio Verne publicó su novela Miguel Strogoff, cuya trama tiene lugar durante un levantamiento y guerra ficticios en Siberia. Verne incluyó entre los personajes del libro un corresponsal de guerra de The Daily Telegraph, llamado Harry Blount, que es representado como un periodista excepcionalmente dedicado, ingenioso y valiente, tomando grandes riesgos personales con el fin de seguir de cerca la guerra en curso y traer noticias precisas de ella para los lectores del Telegraph, por delante de los periódicos de la competencia.

### 1900–1945
En 1908, el káiser Guillermo II de Alemania dio una polémica entrevista a The Daily Telegraph que dañó severamente las relaciones Alemania-Reino Unido y añadió a las tensiones internacionales en la preparación hasta la Primera Guerra Mundial. En 1928 el hijo del 1.ᵉʳ barón Burnham vendió el periódico al 1.ᵉʳ vizconde Camrose, en colaboración con su hermano el vizconde Kemsley y el 1.ᵉʳ barón Iliffe. Tanto las familias Camrose (Berry) como Burnham (Levy-Lawson) quedaron involucradas en la gestión hasta que Conrad Black tomó el control en 1986.

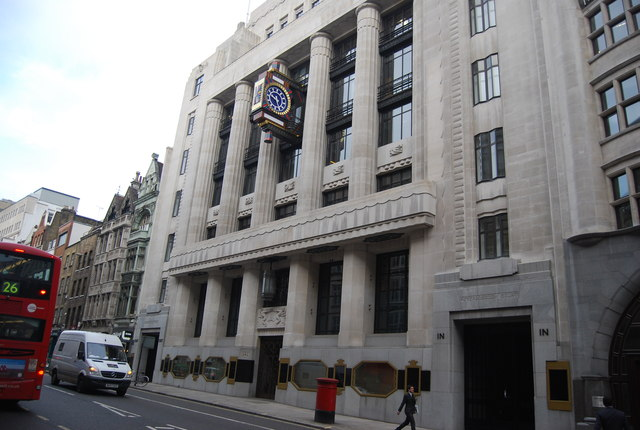
El edificio del Daily Telegraph

En 1937 el periódico absorbió The Morning Post, que tradicionalmente defendía una posición conservadora y se vendía principalmente entre la clase oficial retirada. Originalmente William Ewart Berry, 1.ᵉʳ vizconde Camrose, compró The Morning Post con la intención de publicarlo junto con The Daily Telegraph, pero las malas ventas del primero lo llevaron a combinar los dos. Por algunos años el periódico fue retitulado The Daily Telegraph and Morning Post antes de volver a ser simplemente The Daily Telegraph. A finales de la década de 1930 Victor Gordon Lennox, editor diplomático del Telegraph, publicó un periódico privado antiapaciguamiento, The Whitehall Letter, que recibió gran parte de su información de fugas de Sir Robert Vansittart, el subsecretario permanente del Ministerio de Relaciones Exteriores, y Reginald «Rex» Leeper, el secretario de prensa del Ministerio de Relaciones Exteriores. Como resultado, Gordon Lennox fue monitoreado por el MI5.
En noviembre de 1940, con Fleet Street sometida a bombardeos casi diarios por la Luftwaffe, The Telegraph empezó a imprimir en Mánchester en Kemsley House (ahora el centro de ocio The Printworks), que fue dirigido por el hermano de Camrose, Kemsley. Manchester muy a menudo imprimió toda la tirada de The Telegraph, cuando sus oficinas de Fleet Street estaban bajo amenaza. El nombre Kemsley House fue cambiado a Thomson House en 1959. En 1986 la impresión de las ediciones del norte del Daily y Sunday Telegraph se trasladó a Trafford Park y en 2008 a Newsprinters en Knowsley, Liverpool.
Durante la Segunda Guerra Mundial, The Daily Telegraph ayudó secretamente en el reclutamiento de descifradores de códigos para Bletchley Park. La capacidad de resolver el crucigrama del Telegraph en menos de 12 minutos se consideraba una prueba de selección. Se pidió al periódico organizar un concurso de crucigramas, después de lo cual cada uno de los participantes exitosos fueron contactados y se les preguntó si estarían dispuestos a llevar a cabo «un determinado tipo de trabajo como una contribución al esfuerzo de guerra». La competición en sí fue ganada por F. H. W. Hawes de Dagenham, que terminó el crucigrama en menos de ocho minutos. Paralelamente, también fue blanco de las investigaciones del MI5, quienes sospecharon que sus crucigramas eran empleados para enviar información al enemigo sobre las operaciones militares del Día D (Véase Incidente de los crucigramas de The Daily Telegraph).

### 1986–2004
El hombre de negocios canadiense Conrad Black, a través de sociedades controladas por él, compró el Telegraph Group en 1986. Black, a través de su sociedad de cartera Ravelston Corporation, propiedad del 78% de Hollinger Inc., que a su vez poseía el 30% de Hollinger International. Hollinger International, a su vez propietaria del Telegraph Group y otras publicaciones como el Chicago Sun-Times, The Jerusalem Post y The Spectator.
El 18 de enero de 2004, Black fue despedido como presidente de la junta de Hollinger International por acusaciones de irregularidades financieras. Black también fue demandado por la empresa. Más tarde ese mismo día se informó de que los hermanos Barclay habían acordado comprar 78% de participación de Black en Hollinger Inc. por 245 millones de libras, dándoles una participación mayoritaria en la empresa, y para comprar a los accionistas minoritarios más tarde. Sin embargo, una demanda fue presentada por la junta de Hollinger Internacional para tratar de bloquear a Black de vender sus acciones de Hollinger Inc. hasta que se completara una investigación sobre sus tratos. Black presentó una contrademanda, pero, finalmente, el juez Leo Strine falló a favor de Hollinger International y bloqueó a Black de vender sus acciones de Hollinger Inc. a los gemelos. El 7 de marzo de 2004, los gemelos anunciaron que iban a lanzar otra oferta, esta vez solamente para The Daily Telegraph y su periódico hermano Sunday en lugar de la totalidad de Hollinger Inc. El propietario del Daily Express, Richard Desmond, también estuvo interesado en comprar el periódico, vendiendo su interés en varias revistas pornográficas para financiar la iniciativa. Desmond se retiró en marzo de 2004, cuando el precio subió por encima de 600 millones de libras, al igual que el Daily Mail and General Trust unos meses más tarde, el 17 de junio.

### 2004–presente
Los hermanos Barclay compraron el Telegraph Group por alrededor de £665 millones a finales de junio de 2004. Sir David Barclay sugirió que The Daily Telegraph ya no podría ser el «periódico de la casa» de los conservadores en el futuro. En una entrevista con The Guardian, dijo: «Cuando el gobierno tiene razón vamos a apoyarlos». El consejo de redacción apoyó al Partido Conservador en las elecciones generales de 2005. El 15 de noviembre de 2004 fue el décimo aniversario del lanzamiento de la página web del Telegraph, Electronic Telegraph, ahora relanzada como www.telegraph.co.uk. El 8 de mayo de 2006, la primera fase de un importante rediseño de la página web se llevó a cabo, con un diseño de página más amplia y un mayor protagonismo de los blogs de audio, vídeo y periodistas.
El 10 de octubre de 2005, The Daily Telegraph relanzó incorporar una sección de deportes y una nueva sección de negocios independiente. El columnista estrella y analista político de The Daily Mail Simon Heffer dejó ese periódico en octubre de 2005 para reincorporarse con The Daily Telegraph, donde se ha convertido en editor asociado. Heffer ha escrito dos columnas semanales para el periódico desde finales de octubre de 2005 y es un colaborador habitual del pódcast de noticias. En noviembre de 2005 el primer servicio de pódcast regular por un periódico en el Reino Unido se puso en marcha. Justo antes de Navidad de 2005, se anunció que los títulos de telégrafo se mueven de lugar de Canadá en Canary Wharf, a la plaza Victoria, cerca de la estación de Victoria, en el centro de Londres. La nueva oficina cuenta con un diseño «hub and spoke» de la sala de redacción para producir contenidos para ediciones impresas y en línea.
En octubre de 2006, con su traslado a Victoria, la compañía pasó a llamarse Telegraph Media Group, reposicionándose a sí misma como una empresa multimedia. El 2 de septiembre de 2008, The Daily Telegraph fue impreso con color en cada página por primera vez cuando dejó Westferry por Broxbourne, Hertfordshire, otro brazo de la empresa de Rupert Murdoch. El papel está también impreso en Liverpool y Glasgow por Newsprinters. En mayo de 2009, las ediciones diarias y dominicales publicaron detalles de gastos de los diputados. Esto llevó a una serie de renuncias de alto perfil tanto de la administración gobernante laborista y la oposición conservadora.
En junio de 2014, The Telegraph fue criticado por Private Eye por su política de sustitución de periodistas experimentados y administradores de noticias con personal con menos experiencia y optimizadores de motores de búsqueda. El 10 de septiembre de 2014, el Telegraph Media Group iniciaron la búsqueda por medio de un anuncio en el The Daily Telegraph mismo de un nuevo Jefe de Periodismo Interactivo, indicando que los candidatos deben «tener interés demostrable en las noticias y el periodismo (experiencia de redacción anterior no es necesaria sin embargo)».

#### Especulación de que la cobertura de noticias fue influenciada por anunciantes
En julio de 2014, The Daily Telegraph fue criticado por realizar enlaces en su sitio web a artículos pro-Kremlin suministrados por una publicación financiada por el Estado ruso que restó importancia a cualquier participación de Rusia en el derribo del vuelo 17 de Malaysia Airlines. Estos estaban destacados en su sitio web como parte de un acuerdo comercial, pero se retiraron más tarde. El periódico recibe £900 000 para incluir el suplemento Russia Beyond the Headlines, una publicación patrocinada por la Rossíiskaya Gazeta, el periódico oficial del gobierno ruso. Se paga un adicional £750 000 al año por un acuerdo similar con el Estado chino en relación con el suplemento pro-Beijing China Watch.
En febrero de 2015, el principal comentarista político de The Daily Telegraph, Peter Oborne, renunció. Oborne acusó al periódico de una «forma de fraude en sus lectores» por su cobertura del banco HSBC en relación con un escándalo de evasión de impuestos suizo que fue ampliamente cubierto por otros medios de comunicación. Alegó que las decisiones editoriales sobre el contenido de las noticias habían sido fuertemente influenciadas por el brazo de publicidad del diario a causa de los intereses comerciales. El profesor Jay Rosen de la Universidad de Nueva York dijo que la renuncia fue «una de las cosas más importantes que un periodista ha escrito sobre el periodismo últimamente».
Oborne citó otros ejemplos de estrategia publicitaria influyendo en el contenido de los artículos, relacionándolo con la negativa a tomar una línea editorial en la represión de las manifestaciones democráticas en Hong Kong por el apoyo del Telegraph a China. Además, dijo que críticas favorables del crucero de Cunard Queen Mary II aparecieron en el Telegraph, señalando: «El 10 de mayo del año pasado el Telegraph publicó un largo artículo sobre el crucero Queen Mary II de Cunard en la página de opinión de noticias. Este episodio le parecía a muchos como un pedazo de publicidad para la promoción de un anunciante en una página normalmente dedicada al análisis de noticias serias. Yo de nuevo verifiqué y ciertamente competidores del Telegraph no vieron al crucero de Cunard como una noticia importante. Cunard es un importante anunciante del Telegraph». En respuesta, el Telegraph llamó a la declaración de Oborne un «ataque sorprendente e infundado, lleno de inexactitudes e insinuaciones».

## Postura política
The Daily Telegraph ha sido políticamente conservador en tiempos modernos. Los vínculos personales entre los editores del periódico y la dirección del Partido Conservador, junto con la postura generalmente de derecha del periódico y la influencia sobre los activistas conservadores, han dado como resultado al periódico siendo comúnmente referido, sobre todo en Private Eye, como el Torygraph. Incluso cuando se demostró que el apoyo al Partido Conservador había caído en las encuestas de opinión y el del Partido Laborista había ascendido en ellas (en especial cuando su líder, Tony Blair, renombró al partido como «New Labour» al convertirse en líder después de la muerte de John Smith en 1994), el periódico se mantuvo leal a los conservadores. Esta lealtad continuó después de que el Partido Laborista derrocó a los conservadores del poder por un resultado electoral aplastante en 1997, y de cara a la victoria en las elecciones del Partido Laborista en 2001 y la tercera consecutiva victoria electoral de los laboristas en 2005.
The Daily Telegraph ha sido crítico del Partido Nacional Escocés. Durante el referéndum para la independencia de Escocia de 2014, el periódico apoyó la campaña Better Together que apoyaba el «No». El Telegraph ha publicado artículos críticos del comportamiento político escocés. Alex Salmond, el exlíder del PNE, llamó al Telegraph «extremo» durante el programa Question Time en septiembre de 2015.

## Publicaciones hermanas

### The Sunday Telegraph
El periódico dominical hermano de The Daily Telegraph fue fundado en 1961. El escritor Sir Peregrine Worsthorne es probablemente el periodista más conocido asociado con el título (1961–97), siendo finalmente editor durante tres años a partir de 1986. En 1989 el título fue brevemente fusionado con una operación de siete días bajo el control general de Max Hastings. En 2005 el periódico fue renovado, con Stella siendo añadida a la sección más tradicional de la televisión y la radio. Su precio es de 2,00£ e incluye suplementos separados sobre dinero, vida, deporte y empresariales. La circulación de The Sunday Telegraph en julio de 2010 fue de 505 214 (ABC)

### The Young Telegraph
The Young Telegraph era una sección semanal de The Daily Telegraph publicada como un suplemento de 14 páginas en la edición de fin de semana del periódico. The Young Telegraph contó con una mezcla de noticias, reportajes, tiras cómicas y opiniones dirigidas a niños de 8 a 12 años de edad. Fue editado por Damien Kelleher (1993-97) y Kitty Melrose (1997-1999). Lanzado en 1990, el suplemento premiado también corrió historias de entregas originales de marcas populares como Young Indiana Jones y la comedia para niños británica Maid Marian and Her Merry Men. En 1995, un spin-off interactivo llamado Electronic Young Telegraph se lanzó en disquete. Descrito como una revista interactiva de computadoras para los niños, Electronic Young Telegraph fue editado por Adam Tanswell, quien dirigió el relanzamiento del producto en CD-Rom en 1998. Electronic Young Telegraph presentaba contenido original incluyendo cuestionarios interactivos, funciones informativas y juegos de ordenador, así como noticias de entretenimiento y revisiones. Más tarde fue rebautizado como T:Drive en 1999.

### Sitio web
Telegraph.co.uk es la versión en línea del periódico. Utiliza el título de The Telegraph e incluye artículos de las ediciones impresas de The Daily Telegraph y The Sunday Telegraph, así como contenido solamente para Internet, tales como últimas noticias, características, galerías de fotos y blogs. Fue nombrado sitio web del año del consumidor del Reino Unido en 2007 y la Editorial Digital del año en 2009 por la Association of Online Publishers. El sitio está supervisado por Kate Day, directora digital del Telegraph Media Group. El resto del personal incluyen Shane Richmond, director de tecnología (editorial), e Ian Douglas, jefe de producción digital. El sitio, que ha sido el foco de los esfuerzos del grupo para crear una operación de noticias integrada a la producción de contenidos para la impresión y en línea de la misma sala de redacción, completó un relanzamiento en 2008 que implica el uso del sistema de gestión de contenidos Escenic, popular entre los grupos de periódicos noreuropeos y escandinavos. Telegraph TV es un servicio de televisión de vídeo bajo demanda dirigido por The Daily Telegraph y The Sunday Telegraph. Está alojado en la web oficial del Telegraph, telegraph.co.uk.
Telegraph.co.uk se convirtió en el más popular sitio de periódico del Reino Unido en abril de 2008. Fue superado por Guardian.co.uk en abril de 2009 y más tarde por Mail Online. En diciembre de 2010, Telegraph.co.uk era el tercer sitio web de un periódico británico más visitado periódico con 1,7 millones de visitantes diarios en comparación con los 2,3 millones de Guardian.co.uk y casi 3 millones del Mail Online.
En noviembre de 2012 los clientes internacionales que acceden al sitio Telegraph.co.uk tendrían que registrarse para obtener un paquete de suscripción. Los visitantes tuvieron acceso a 20 artículos libres al mes antes de tener que suscribirse para tener acceso ilimitado. En marzo de 2013, el sistema de pago también se puso en marcha en el Reino Unido.

#### Historia
El sitio web fue lanzado, bajo el nombre de Electronic Telegraph al mediodía del 15 de noviembre de 1994 en la sede de The Daily Telegraph en Canary Wharf en los Docklands de Londres. Fue el primer periódico diario basado en la web en Europa. Inicialmente el sitio publicó solamente las principales noticias de la edición impresa del diario, pero aumentó progresivamente su cobertura hasta que prácticamente todo el periódico se realizó en línea y el sitio web también publicaba material original. El sitio web, alojado en un servidor Sparc 20 de Sun Microsystems y conectado a través de una línea dedicada de 64 kbit/s arrendada de Demon Internet, fue editado por Ben Rooney. El personal clave detrás del lanzamiento del sitio fueron Matthew Doull y Saul Klein y luego el gerente de marketing de The Daily Telegraph, Hugo Drayton, y la desarrolladora web Fiona Carter. Drayton más tarde se convirtió en gerente director del periódico.
Un golpe temprano para el sitio fue la publicación de artículos de Ambrose Evans-Pritchard sobre Bill Clinton y la controversia Whitewater. La disponibilidad de los artículos en línea trajo un gran público estadounidense al sitio. En 1997, el gobierno de Clinton publicó un informe de 331 páginas que acusó a Evans-Pritchard de tráfico de «invenciones de derecha». Derek Bishton, que para entonces había sucedido a Rooney como editor, escribió más tarde: «En los días previos a ET, hubiera sido muy poco probable que alguien en los EE.UU. hubiera estado al tanto de la obra de Evans-Pritchard - y ciertamente no en la medida en que la Casa Blanca se vería obligada a emitir una larga refutación como tal». Bishton, quien luego se convirtió en editor consultor para el Telegraph Media Group, fue seguido como editor de Richard Burton, quien fue despedido en agosto de 2006. Edward Roussel reemplazó a Burton.

#### My Telegraph
My Telegraph ofrece una plataforma para que los lectores tengan su propio blog, guardar artículos y red con otros lectores. Lanzado en mayo de 2007, Mi Telegraph ganó un premio de la organización periódico internacional IFRA en octubre de 2007. Uno de los jueces, Robert Cauthorn, describió el proyecto como «el mejor despliegue de blogs aun visto en cualquier periódico en cualquier parte del mundo».

## Historias notables
En mayo de 2009 las ediciones diarias y dominicales publicaron detalles de gastos de los diputados. Esto llevó a una serie de renuncias de alto perfil tanto de la administración gobernante laborista y la oposición conservadora.
En diciembre de 2010, periodistas del Telegraph posando como constituyentes grabaron secretamente al secretario de negocios Vince Cable. En una parte no revelada de la transcripción dada a Robert Peston de la BBC por un denunciante infeliz que el Telegraph no había publicado los comentarios de Cable en su totalidad, Cable declaró en referencia a la oferta pública de adquisición de News Corporation por BSkyB hecha por Rupert Murdoch, «He declarado la guerra al Sr. Murdoch y creo que vamos a ganar». A raíz de esta revelación, Cable tuvo su responsabilidad en los asuntos de medios de comunicación, incluyendo fallo sobre los planes de adquisición de Murdoch, retirados de su papel como secretario de negocios. En mayo de 2011, la Press Complaints Commission mantuvo una queja con respecto a la utilización por el Telegraph de subterfugio: «En esta ocasión, la comisión no estuvo convencida de que el interés público era tal como para justificar proporcionalmente este nivel de subterfugios». En julio de 2011, una empresa de investigadores privados contratados por el Telegraph para rastrear el origen de la fuga llegó a la conclusión de una «fuerte sospecha» de que dos exempleados del Telegraph que se habían trasladado a News International, uno de ellos William Lewis, habían tenido acceso a los archivos de transcripción y de audio y los filtraron a Peston.
The Daily Telegraph ha publicado obituarios prematuros para Cockie Hoogterp, la segunda esposa del barón Blixen, Dave Swarbrick en 1999, y Dorothy Southworth Ritter, viuda de Tex Ritter y madre de John Ritter, en agosto de 2001.

## Premios
En los British Press Awards de 2010, The Daily Telegraph fue nombrado «Periódico nacional del año» por su cobertura del escándalo de gastos de 2009 (llamada «Primicia del año»), con William Lewis ganando «Periodista del año». El Telegraph ganó «Equipo del año» en 2004 por su cobertura de la guerra de Irak. El periódico también ganó «Columnista del año» de 2002 hasta 2004: Zoë Heller (2002), Robert Harris (2003) y Boris Johnson (2004).